# ラティーナ街道

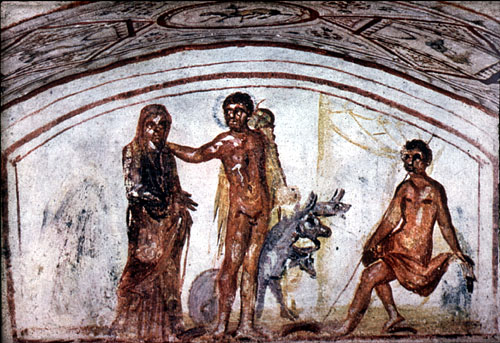
ラティーナ街道のカタコンベの壁画（4世紀）

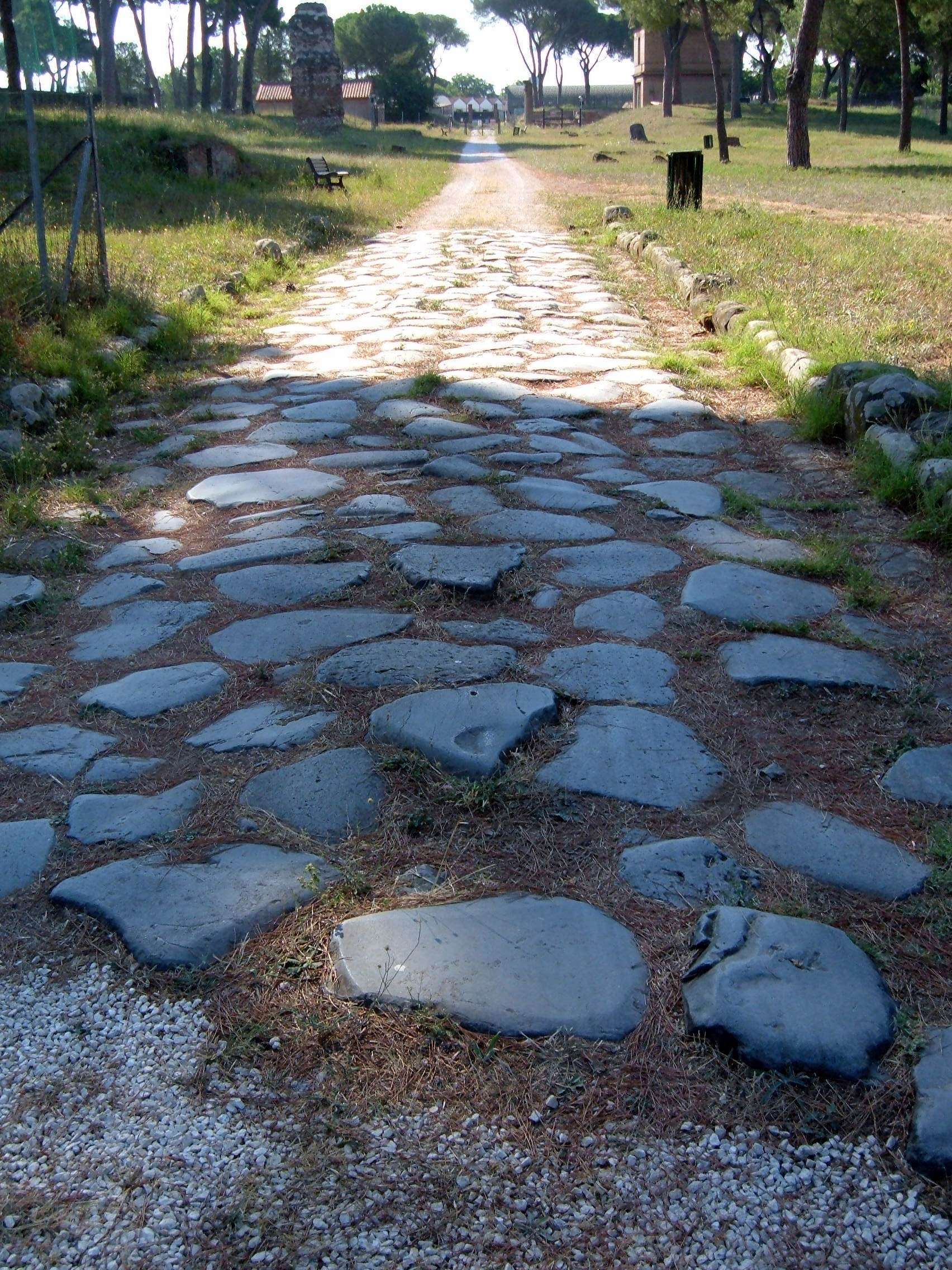

ラティーナ街道（Via Latina）はイタリアのローマ街道の1つで、ローマから南東に約200km延びていた。
古代ローマのアウレリアヌス城壁のラティーナ門を起点とし、初期のローマ軍事史上の重要地点であるアルギドゥス山を通る。カンパニア州への経路としてはアッピア街道に先行して存在したと見られ、紀元前334年に建設されたラテン人植民地 Cales（現在のカルヴィ・リゾルタ）はローマと街道でつながっていたはずで、アッピア街道が建設されるのはその22年後である。地形に沿って建設されているため、真っ直ぐに通そうとしたアッピア街道よりも建設は容易だったと推測される。経路がほぼ同じラビカナ街道よりも先行して存在したが、後世にはラビカナ街道の方が好まれた可能性がある。
その後ラティーナ街道はサッコ川の谷を通り、現代のナポリに向かう鉄道に沿って進み、ヘルニキ族の町のそばを通り、アナーニ（ここでプラエネスティーナ街道と合流）、フェレンティーノ、フロジノーネなどを通る。フレジェッラエでリーリ川を渡り、アクイーノとカッシーノを通る。そして、アペニン山脈とロッカ・モンフィーナの火山群の間を抜けるのだが、もともとの街道はそこから突然北東に折れて山越えしヴェナフロに向かう。このためサムニウムの領域と接しており、イゼルニアやテレーゼ・テルメへの道があった。
内戦後、ラティーナ街道はマルクス・ウァレリウス・メッサッラ・コルウィヌスを含むローマ人グループが修理した。詩人ティブルスがラティーナ街道についての悲歌を書いた紀元前27年には、その修理の最中だった。
しかし、後世になってRufrae（現在のプレゼンツァーノ）から近道を通り、現代の国道や鉄道に沿った経路をとるようになった。2つの経路は現在のカイアネッロの鉄道駅のあたりで合流し、テアーノ、Cales（カルヴィ・リゾルタ）を通り、Casilinum（現在のカプア）でヴォルトゥルノ川を渡ってアッピア街道と合流する。ローマからCasilinumまでは、アッピア街道では129ローマンマイルの道のりだが、旧ラティーナ街道では135ローマンマイル、Rufraeで近道を使うと126ローマンマイルである。ラティーナ街道の名残はローマ近郊でよく見られる。ローマから40ローマンマイルの Compitum Anagninum までは現在の主要道路になっておらずよく残っているが、そこから先は現代の主要道路と同じ経路となっているためである。